# Восход (Челябинская область)
Восход — посёлок в Брединском районе Челябинской области России. Входит в состав Белокаменского сельского поселения.
Основан в начале 1950-х гг. при участке № 3 конезавода № 146.

## География
Расположен в центральной части района, на берегу реки Синташты. Рядом проходит региональная автодорога 75К-009 Кизильское — Бреды — Мариинский — граница с Республикой Казахстан. Расстояние до районного центра посёлка Бреды 17 км.

## Население
| 2002 | 2010 |
| ---- | ---- |
| 206  | ↘159 |

(в 1970 — 301, в 1983 — 213, в 1995 — 181)

## Улицы
- Солнечная,
- Школьная.

## Инфраструктура
- Фельдшерско-акушерский пункт,
- школа.